# Sorba (Spanien)
Sorba ist ein Dorf in der Gemeinde Montmajor in Spanien. Es liegt auf einer Höhe von etwa 500 Metern über dem Meeresspiegel in der Provinz Barcelona in Katalonien. Das Verwaltungszentrum der Gemeinde Montmajor liegt etwa acht Kilometer nordöstlich von Sorba. Die Haupteinnahmequelle der Einwohner ist die Forst- und Landwirtschaft.